# José Carlos Cracco Neto
José Carlos Cracco Neto, meglio noto come Zeca (Paranavaí, 16 maggio 1994), è un calciatore brasiliano, difensore del Coritiba. Si è laureato campione olimpico con la nazionale brasiliana a Rio 2016.

## Carriera

### Club
Ha sempre giocato in Brasile, dopo aver iniziato nelle giovanili del São Carlos, nel 2006, a 11 anni, passa a quelle del Santos. Dopo un anno si trasferisce all'América, ma nel 2009 ritorna al Santos. Nel 2014 passa in prima squadra e l'11 maggio 2014 esordisce in campionato, nella trasferta contro la Figueirense, vinta per 2-0. Il 13 giugno 2016 segna il suo primo gol, nella vittoria esterna per 2-0 contro il Santa Cruz.

### Nazionale
Ha fatto parte della nazionale Under-23 brasiliana.
Viene convocato per le Olimpiadi 2016 in Brasile.

## Statistiche

### Presenze e reti nei club
Statistiche aggiornate al 30 giugno 2016.
| Stagione        | Squadra         | Campionato      | Campionato | Campionato | Coppe nazionali | Coppe nazionali | Coppe nazionali | Coppe continentali | Coppe continentali | Coppe continentali | Altre coppe | Altre coppe | Altre coppe | Totale | Totale | Totale |
| Stagione        | Squadra         | Comp            | Pres       | Reti       | Comp            | Pres            | Reti            | Comp               | Pres               | Reti               | Comp        | Pres        | Reti        | Pres   | Reti   |        |
| --------------- | --------------- | --------------- | ---------- | ---------- | --------------- | --------------- | --------------- | ------------------ | ------------------ | ------------------ | ----------- | ----------- | ----------- | ------ | ------ | ------ |
| 2014            | Santos          | A+PA            | 15+1       | 0+0        | CB              | 2               | 0               | -                  | -                  | -                  | -           | -           | -           | 18     | 0      |        |
| 2015            | Santos          | A+PA            | 22+3       | 0+0        | CB              | 10              | 0               | -                  | -                  | -                  | -           | -           | -           | 35     | 0      |        |
| 2016            | Santos          | A+MI            | 11+18      | 2+1        | CB              | 0               | 0               | -                  | -                  | -                  | -           | -           | -           | 29     | 3      |        |
| Totale Santos   | Totale Santos   | Totale Santos   | 70         | 3          | -               | 12              | 0               | -                  | -                  | -                  | -           | -           | -           | 82     | 3      |        |
| Totale carriera | Totale carriera | Totale carriera | 70         | 3          | -               | 12              | 0               | -                  | -                  | -                  | -           | -           | -           | 82     | 3      |        |

## Palmarès

### Club

#### Competizioni statali
- Campionato paulista: 2

Santos: 2015, 2016
- Campionato Baiano: 1

Vitória: 2024

#### Competizioni nazionali
- Campeonato Brasileiro Série B: 1

Vitória: 2023

### Nazionale
- Oro olimpico: 1

Rio de Janeiro 2016